# Избербаш
Избербаш (рус. Избербаш) град је у Русији у републици Дагестан. Према попису становништва из 2010. у граду је живело 56.301 становника.

## Становништво
Према прелиминарним подацима са пописа, у граду је 2010. живело 56.301 становника, 16.936 (43,02%) више него 2002.
| 1959.  | 1970.  | 1979.  | 1989.  | 2002.  | 2010.  |
| ------ | ------ | ------ | ------ | ------ | ------ |
| 11.187 | 17.299 | 21.333 | 28.122 | 39.365 | 55.646 |